# 若竹笛躬
若竹 笛躬（わかたけ ふえみ、生没年不詳）は、江戸時代中期の浄瑠璃作者。

## 経歴
人形の方では若竹藤九郎と名乗り、宝暦期(1751 - 64)にすでに「当流の達人」「発明無類」と評される大立者で、明和3年(1766年)頃まで活躍。難波三蔵の門下。「岸姫松轡鑑」「摂州合邦辻」「伊達娘恋緋鹿子」ほか多数の作者連名に加わっている。明和5年度には大坂の芝居三枡他人座の歌舞伎の作者でもあった。「戯財録」では人形遣い若竹東工郎と同一人物としているが、経歴など不明な点が多い。初代、2代の二人説もある。